# お便りフォトサービス
お便りフォトサービス（おたよりフォトサービス）は、2009年7月1日よりNTTドコモによって開始された、携帯電話やパソコンから写真付きメールやアップロード機能を利用し、離れた場所のデジタルフォトフレームに写真を表示できるサービスである。2022年3月31日サービス終了。

## 概要
ドコモの販売する「お便りフォトパネル『フォトパネル 01』」というFOMA通信モジュールの内蔵された、デジタルフォトフレーム端末を使って利用することとなる。また本サービスを利用するためには、お便りフォトパネルの購入の他に付加機能利用料と専用料金プラン「定額ユビキタスプラン」を契約して利用することになる。
「お便りフォトパネル」は遠隔操作が可能となっており、管理者は遠隔操作で、写真追加や削除、表示写真の回転、写真を送信するための参加者の招待・削除、スライドショー設定やディスプレイの点灯・消灯設定などを操作できる。尚参加者は23人まで登録が可能となっている。
参加者も合わせて自分が送った写真の表示の変更や削除ができる。
写真はお便りフォトサーバを通じて送信・投稿した写真などを、リサイズ・圧縮してお便りフォトパネルに送信するため、大きな写真を送信しても、パケット代金は、さほど発生しない仕様となる。（1日1枚の写真の投稿であれば定額で収まる）
ドコモ以外からの携帯電話からも送信が可能となる。
パケット通信料が設定値を超えた場合は遠隔で「お便りフォトパネル」までの通信をストップする機能もある。
写真の投稿方法はメールでサーバへ送信する方法とお便りフォトサイトにアクセスし、写真をアップロードする方法がある。
画像のファイル形式はJPEG、GIF、PNG、BMPのファイル形式に対応している。
2010年7月13日より機能追加で、プラザクリエイトや55ステーションにて、お便りフォトサーバーに蓄積された画像をプリントされるサービスが提供開始となる。
2011年8月からは、ドコモからAndroidのスマートフォン用のフォト管理アプリケーションである、お便りフォトアプリが提供された。スマートフォンで撮影した画像を、デコレーションしたり、簡単に送信したりできるアプリケーションとなる。
同様にACCESSよりAndroidスマートフォン向けアプリ「お便りフォトメール」が無料で提供されている。

## 端末

### フォトパネル 01
FOMAユビキタスモジュール(UM02-F)を内蔵したデジタルフォトフレームとなっており、1000台限定の発売の予定だが、増産する可能性もある。
| お便りフォトパネル（フォトパネル01） | お便りフォトパネル（フォトパネル01）                                                                      |
| ------------------------------------ | --- |
| 製造メーカー                         | タムラ製作所（通信モジュール：富士通）                                                                    |
| 大きさ                               | 幅225×高さ184.5×奥行き35.5mm                                                                              |
| 重さ                                 | 約0.7kg                                                                                                   |
| 画面サイズ・解像度                   | 8インチ、800×600ドット(SVGA)                                                                              |
| 液晶                                 | TFT、6万5535色                                                                                            |
| 再生可能画像                         | JPEG、BMP、GIF                                                                                            |
| カラー                               | ホワイト                                                                                                  |
| メモリー容量                         | 内蔵メモリー200MB、そのほか最大8GBまでのSDHCカードが利用可能                                              |
| 画面表示パターン                     | - 写真のみ画面 - 写真プラスメッセージ - 時計画面 - 写真プラス時計 - カレンダー画面 - 写真プラスカレンダー |
| スライドショーパターン               | フェード、ワイプ、センタークロス、ブラインド縦、ブラインド横、ランダム                                    |

電源はACアダプタのみの供給となる。画面（本体）を傾けると画面表示を自動的に切り替えたり、周囲が暗くなると消灯したりする。また電源の自動ON/OFF機能もある。

### フォトパネル 02
2009年12月22日よりWEBサイトにて発売開始。2010年1月15日からはドコモショップや量販店でも発売を開始する。華為技術（ファーウェイ）製。
フォトパネル 02は以下の新機能が対応している。また今回は台数制限を設けていない。
- 配信希望のカテゴリーを選択することにより、フォトサーバからペットや世界遺産などの厳選写真を定期的に配信する。
- 写真の送信日を予約することができるようになる。
- 送信した写真がメールで確認されたかわかる通知機能がある。

| お便りフォトパネル（フォトパネル02） | お便りフォトパネル（フォトパネル02） |
| ------------------------------------ | --- |
| 製造メーカー                         | 華為技術 |
| 大きさ                               | 高さ177×幅263×厚さ28mm（最厚部 約39mm） |
| 重さ                                 | 696g |
| 画面サイズ・解像度                   | 9インチ、800×480ドット(WVGA) |
| 液晶                                 | TFT、16,194,277色 |
| メモリー容量                         | 内蔵メモリー256MB、そのほかSDHCカード及びMMCが利用可能 |
| 再生可能画像                         | JPEG、BMP、GIF |
| カラー                               | ホワイト ブラック |
| スライドショーパターン               | フェード、ワイプ、ページめくり等16パターン |
| その他                               | プレビュー、お気に入り登録、 非表示、削除、回転、拡大、サムネイル表示、 メール受信（画像、本文表示） メモリカードにデータのコピーや移動可能 カレンダー表示（年 / 月 / 日 表示）、時計表示 |

### フォトパネル 03
2010年12月23日より発売開始。フォトパネル 02と同様ファーウェイ製となる。従来のフォトパネルよりも、薄型化し、縁も少なくしたことにより画面のサイズはいままでどおり9インチであるが、サイズで15%、重さで最大約28%縮小されている。
内蔵メモリが2GB（保存容量は約1.5GB）と大幅に増え、microSDカードなしでも多数の写真を保存することができるようになった。（2GB microSDカードが試供品として同梱）また通信もFOMAハイスピード（HSDPA）に対応し、ダウンリンクの速度が3.6MBpsと高速化しているため、写真の受信もいままでよりもスムーズに行うことができる。
Francfrancとのコラボモデルが2011年4月28日に発売となり、こちらは木目調のデザインとなっているほか3種類の着せ替えシートとFrancfrancロゴの液晶クリーナーが同梱されている。
フォトパネル 02と同様にフォト配信にも対応している。
| お便りフォトパネル（フォトパネル03） | お便りフォトパネル（フォトパネル03） |
| ------------------------------------ | --- |
| 製造メーカー                         | 華為技術 |
| 発売日                               | 2010年12月23日 Francfranc2011年4月28日 |
| 大きさ                               | 高さ 約 150mm×幅 約 224mm×厚さ 約 23mm |
| 重さ                                 | ホワイト 約 570g／ブラック 約 552g／Francfranc 約 560g |
| 画面サイズ・解像度                   | 9インチ、800×480ドット(WVGA) |
| 液晶                                 | TFT、16,194,277色 |
| メモリー容量                         | 内蔵メモリー2GB（保存容量1.5GB）、そのほかSDHCカード及びMMCが利用可能 |
| 再生可能画像                         | JPEG、BMP、GIF |
| カラー                               | ホワイト ・ブラック ・Francfranc（木目） |
| スライドショーパターン               | フェード、ワイプ、ページめくり等18パターン |
| その他                               | プレビュー、お気に入り登録、 非表示、削除、回転、拡大、サムネイル表示、 メール受信（画像、本文表示） メモリカードにデータのコピーや移動可能 カレンダー表示（年 / 月 / 日 表示）、時計表示 |

### フォトパネル 04
通信速度が14Mbpsと向上したと共に、動画や音楽も再生可能となり動画対応フォトパネルのキャッチコピーが付けられている。あわせて無料のフォト配信には川のせせらぎといった動画の配信も行われる。また緊急地震速報（エリアメール）に対応したほか、人感センサーを搭載したことにより、人が居ない時は表示しないなど、省電力性が高まっている。CPUもMSN8255（1GHz）とスマートフォン並みの性能となっている。
形は背面が丸みを帯びたかまぼこ型で色はホワイト1色だが、5種類のきせかえシートが用意されている。
| お便りフォトパネル（フォトパネル04） | お便りフォトパネル（フォトパネル04） |
| ------------------------------------ | --- |
| 製造メーカー                         | 華為技術 |
| 発売日                               | 2012年3月6日 |
| 大きさ                               | 高さ 約 156mm×幅 約 229mm×厚さ 約 22.6mm |
| 重さ                                 | 約 570g |
| 画面サイズ・解像度                   | 9インチ、800×480ドット(WVGA) |
| 液晶                                 | TFT、16,194,277色 |
| メモリー容量                         | 内蔵メモリー2GB（保存容量1.5GB）、そのほかSDHCカード及びMMCが利用可能 |
| 再生可能画像                         | JPEG、BMP、GIF、PNG |
| 再生可能動画                         | MPEG4（.3gp .mp4 .3g2） H.264（.3gp .mp4 .3g2） H.263（.3gp .3g2） up to 720p@30fps decoding>                                                                                             |
| カラー                               | ホワイト +5種類のシート |
| スライドショーパターン               | フェード、ワイプ、ページめくり等18パターン |
| その他                               | プレビュー、お気に入り登録、 非表示、削除、回転、拡大、サムネイル表示、 メール受信（画像、本文表示） メモリカードにデータのコピーや移動可能 カレンダー表示（年 / 月 / 日 表示）、時計表示 |

### フォトパネル 05 Powered by REGZA
本作からファーウェイに代わって東芝が製造を担当。デジタルフォトフレームであるがdynapocket T-01B以来約2年半ぶりの東芝製のドコモ向け端末となる（ドコモ内部の型番も富士通東芝時代のREGZA Phone T-01C以来の「ATSxxxxx」）。東芝の液晶テレビ「REGZA」（REGZA Tabletおよび東芝が展開・富士通が開発するREGZA Phoneも含む）のデジタルフォトフレーム版で、REGZAの技術を採用したディスプレイを採用。5世代目にして、初めて電池パックを装着するタイプに変更され、AC電源が供給されない場合でも、エリアメールが受けられるように改良されている。2012年12月21日発売。
| お便りフォトパネル（フォトパネル 05 Powered by REGZA） | お便りフォトパネル（フォトパネル 05 Powered by REGZA）                                        |
| ------------------------------------------------------ | --------------------------------------------------------------------------------------------- |
| 製造メーカー                                           | 東芝                                                                                          |
| 発売日                                                 | 2012年12月21日                                                                                |
| 大きさ                                                 | 高さ 約 148mm×幅 約 234mm×厚さ 約 25mm                                                        |
| 重さ                                                   | 約 730g                                                                                       |
| 画面サイズ・解像度                                     | 9.0インチ、800×480ドット(WVGA)                                                                |
| 液晶                                                   | TFT、16,194,277色                                                                             |
| メモリー容量                                           |                                                                                               |
| 再生可能画像                                           | JPEG、BMP、GIF、PNG                                                                           |
| 再生可能動画                                           | MPEG4（.3gp .mp4 .3g2） H.264（.3gp .mp4 .3g2） H.263（.3gp .3g2） up to 720p@30fps decoding> |
| カラー                                                 | ホワイト ブラック                                                                             |
| スライドショーパターン                                 | 19種類                                                                                        |
| その他                                                 | エリアメール、動画・音楽再生、人感センサー                                                    |

### フォトパネル 06
フォトパネル 05に引き続き「REGZA」のデジタルフォトフレーム版。REGZAの高画質化技術を用いて、美しい映像表現を実現。タッチパネルは静電式となった。新たにIPX5相当の防水に対応した他、フルセグ/ワンセグチューナーを搭載により、フルセグ/ワンセグの視聴及び録画ができる。アンテナはダイバーシティアンテナ方式で、上部のロッドアンテナに加えて、背面下部に装着するスタンドにアンテナを内蔵している。また背面に家庭のアンテナケーブルの信号を入力できる接続端子も備えている。さらにWi-Fiにも対応し、ドコモのオンラインアルバムサービス「フォトコレクション」との連携により、docomo IDでログインしてからフォトコレクション内の写真をスライドショーで楽しめる。また専用のブラウザを使用して、タッチ操作でYouTubeの動画コンテンツを選択して再生できる他、DLNAおよびDTCP-IPで自宅内のBDレコーダーの録画番組を視聴できる。ホワイトは2013年12月13日発売、ブラックは2013年12月25日発売。
| お便りフォトパネル（フォトパネル 06） | お便りフォトパネル（フォトパネル 06）                                                         |
| ------------------------------------- | --------------------------------------------------------------------------------------------- |
| 製造メーカー                          | 東芝                                                                                          |
| 発売日                                | ホワイト：2013年12月13日 ブラック：2013年12月25日                                             |
| 大きさ                                | 高さ 約 157mm×幅 約 243mm×厚さ 約 25mm                                                        |
| 重さ                                  | 約 750g                                                                                       |
| 画面サイズ・解像度                    | 9.0インチ、800×480ドット(WVGA)                                                                |
| 液晶                                  | TFT、16,194,277色                                                                             |
| メモリー容量                          | 内蔵メモリー2GB、そのほかSDメモリーカード・SDHCカードが利用可能                               |
| 再生可能画像                          | JPEG、BMP、GIF、PNG                                                                           |
| 再生可能動画                          | MPEG4（.3gp .mp4 .3g2） H.264（.3gp .mp4 .3g2） H.263（.3gp .3g2） up to 720p@30fps decoding> |
| カラー                                | ホワイト ブラック                                                                             |
| スライドショーパターン                | 13種類                                                                                        |
| その他                                | Wi-Fi、エリアメール、防水、フルセグ/ワンセグ、動画・音楽再生、人感センサー                    |

## お便りフォトプラン
お便りフォトプラン フラット及び、定額データプラン128Kバリューは、お便りフォトプラン及び、お便りフォトプラン フルが2013年12月13日で新規受付が終了され、その後から提供される、お便りフォトサービス用の料金プランとなる。またあわせて、お便りフォトプラン割（お便りフォトプラン フラット）、定額データプラン128K割（定額データプラン128Kバリュー）も提供される。
| お便りフォトプラン割（お便りフォトプラン フラット）、定額データプラン128K割（定額データプラン128Kバリュー）を組み合わせた場合 | お便りフォトプラン割（お便りフォトプラン フラット）、定額データプラン128K割（定額データプラン128Kバリュー）を組み合わせた場合 | お便りフォトプラン割（お便りフォトプラン フラット）、定額データプラン128K割（定額データプラン128Kバリュー）を組み合わせた場合 |
| プラン | 定額料金 | 備考 |
| --- | --- | --- |
| お便りフォトプラン フラット                                                                                                   | 525円 | 1か月にご利用いただけるパケット通信量は最大20万パケット。20万パケットを超えると、お便りフォトサーバとお便りフォトパネル間の通信ができなくなり、お便りフォトパネルに写真などが届かなくなる。20万パケットを超えてお便りフォトサイトに登録した写真などは翌月以降お便りフォトパネルに届く。 |
| 定額データプラン128Kバリュー                                                                                                  | 1,580円 | 定額外通信料 1パケットあたり0.05円。別途契約プランに対応したプロバイダ契約が必要。プロバイダによっては、プロバイダ利用料金が発生する。 |
| 割引なしの場合 | | |
| お便りフォトプラン フラット                                                                                                   | 1,050円 | 1か月にご利用いただけるパケット通信量は最大20万パケット。20万パケットを超えるとお便りフォトサーバとお便りフォトパネル間の通信ができなくなり、お便りフォトパネルに写真などが届かなくなる。20万パケットを超えてお便りフォトサイトに登録した写真などは翌月以降お便りフォトパネルに届く。   |
| 定額データプラン128Kバリュー                                                                                                  | 3,160円 | 定額外通信料 1パケットあたり0.05円。別途契約プランに対応したプロバイダ契約が必要。プロバイダによっては、プロバイダ利用料金が発生する。 |

## 定額ユビキタスプラン
定額ユビキタスプランはお便りフォトサービスにあわせて新設された料金プランとなる。月額490円からの3段階制の定額プランとなる。このほかに付加機能使用料として、月額200円（税込210円）がかかる。（2010年8月31日までは無料）
なお定額ユビキタスプランは2010年8月31日で新規受付を終了し「お便りフォトプラン フル」が2010年9月1日より提供されることとなる。
2010年8月までは上限額は980円の定額となる。
| 定額ユビキタスプラン | 定額ユビキタスプラン                            | 定額ユビキタスプラン    |
| 段階                 | 定額料                                          | 超過後パケット料        |
| -------------------- | ----------------------------------------------- | ----------------------- |
| 第1段階              | 490円（1000パケットまで）                       | 超過後0.084円/1パケット |
| 第2段階              | 980円（10万パケットまで） 2010年8月末までは定額 | 超過後0.084円/1パケット |
| 第3段階              | 9765円（以降定額）） 2010年8月末までは980円     |                         |